# Взятие Данцига (1945)
Взя́тие Да́нцига — военная операция войск 2-го Белорусского фронта по взятию восточнопрусского города Данцига (ныне — польский город Гданьск), проводившаяся с 25 по 31 марта 1945 года во время Великой Отечественной войны. Часть Восточно-Померанской наступательной операции..

## План операции
5 марта Ставка поставила 2-му Белорусскому фронту задачу разгромить группировку противника в районе Данциг—Штольп, овладеть городами Данциг, Гдыня и не позднее 20 марта выйти на побережье Балтийского моря (в районе Данцигской бухты). Для выполнения этой задачи войска правого крыла фронта должны были продолжать наступление по левому берегу Вислы на Данциг, а соединения левого крыла — в направлении Лауэнбург — Гдыня. 1-ю гвардейскую танковую армию и польскую танковую бригаду было приказано использовать для развития удара на левом крыле фронта.

## Ход боёв
25 марта 1945 года началось наступление войск Красной армии на город Данциг (ныне Гданьск). В операции участвовало 95 000 советских солдат. Сам город обороняло около 25 000 солдат вермахта. Части советских войск наступали на город с запада, продвигаясь на восток. Таким образом немецкая оборона не смогла опереться на восточные бастионы города. Наступление советских войск сопровождалось поддержкой фронтовой авиации по целям в порту и в самом городе.
В ночь на 26 марта начались бои за Эмаус, западный пригород Данцига. К 8:00 батальоны 59-й гвардейской танковой бригады, усиленные самоходками «ИСУ-122» 2-го и 3-го батальонов 60-й гвардейской танковой бригады, автоматчиками 28-й гвардейской мотострелковой бригады и сапёрами 125-го гвардейского сапёрного батальона, вышли к костёлу францисканцев в Эмаусе, западном пригороде Данцига. Улицы города были перекрыты противотанковыми рвами и заминированными баррикадами. Некоторые здания также были заминированы, чтобы путём их подрыва блокировать танки советских штурмовых групп. По улицам Эмауса двигались немецкие «пантеры». 
27 марта частям 59-й и 60-й гв. тбр по улицам Картхаузштрассе и Оберштрассе удалось продвинуться до района Нейгартен. К 15:00 был взят центральный квартал пригорода Шидлиц. В этот же день немецкая оборона города начала слабеть. В районе Оливских ворот при артударе «катюш» был убит генерал-лейтенант Клеменс Бетцель, командир 4-й танковой дивизии. 
Командование 4-й танковой дивизии, ввиду отсутствия связи со штабом армии, оперативно переподчинила себе все немецкие части, державшие оборону среди развалин города. Из средств связи у немцев на тот момент остались лишь коротковолновые танковые радиостанции. 
В ночь с 27 на 28 марта немецкий гарнизон начал уходить из старой части Данцига через Амбарный остров за канал Нейе-Моттлау, оставляя группы прикрытия и часть артиллерийских расчётов, в том числе поставленные на прямую наводку зенитные орудия. На головном танке отступающей группировки везли труп убитого генерала Бетцеля. 
Приказ об отходе за канал дошёл не до всех немецких частей, одна часть из которых была уничтожена в ходе артударов, другая сдалась в плен. Так поступили гарнизоны фортов на высотах Бишофсберг и Хагельсберг.
К 9:00 28 марта был очищен район Нейгартен, к 12:00 — взята центральная часть Данцига, к 14:00 советские стрелковые части при поддержке танков закрепились на Амбарном острове. Мост Маттенбуден был взорван отступающим противником. Ввиду отсутствия средств для переправ через Мотлаву танки 8-го гвардейского танкового корпуса вторую половину дня 28 марта не имели продвижения. 
В северной части Амбарного острова канал Нейе-Моттлау был успешно форсирован советскими стрелковыми частями, которые завязали бой за 86-й и 87-й кварталы города на восточном берегу Нейе-Моттлау. В ночь на 29 марта мост Мильхканнен отбит усиленным взводом бойцов 1-й штурмовой инженерно-сапёрной бригады.
В ночь на 29 марта немцы при поддержке танков предприняли несколько контратак из района Брайтенбах Гассе с целью выбить советские войска с занимаемых позиций в квартале 86 и сбросить их в канал. Им удалось потеснить часть советских войск, но красноармейцы удержали дома по берегу канала.
29 марта силами самоходчиков (60-й гв. тбр) и танкистов 3-го батальона (59-й гв. тбр) был окончательно очищен Амбарный остров. Утром 29 марта мотострелки перешли мост Мильхканнен и завязали бои в Нижнем городе в восточной части Данцига. Попытка танкистов переправиться через канал Нейе-Моттлау не принесла успеха: перейти мост Мильхканнен успели только два танка 59-й гв. тбр. Переправившиеся танки закрепились в здании таможенного управления в Нижнем городе. Сильный огонь из района казарм, гимназии и костёла Св. Варвары делал все попытки переправы невозможными. Всю первую половину дня 29 марта огнём с места, с Амбарного острова, танкисты и самоходчики 8-го гвардейского танкового корпуса (59-я и 60-я гв. тбр) поддерживали огнём с места действия мотострелков 28-й гв. мсбр и бойцов 116-й СК в кварталах 86 и 87.
К полудню 29 марта в районе взорванного моста Маттенбуден была наведена танковая переправа через Новую Мотлаву. Танки 59-й гвардейской танковой бригады форсировали канал и, при поддержке батареи (5 самоходок) 60-й гв. тбр продвинулись вдоль Рейтергассе и Вейденгассе. К 14:00 танкисты, ломая сопротивление остатков гарнизона Данцига, вышли к костёлу Св. Варвары. У костёла завязался танковый бой.
В ночь на 30 марта части 59-й гв. тбр, 60-й гв. тбр и 28-й гв. мсбр, 116-й СК окончательно зачистили район Нижнего города в восточной части Данцига.
31 марта были очищены пригороды Кнайпаб и Штродайх. Немецкие войска отступили в Хойбуде за Мёртвую Вислу.

## Результаты
При штурме Данцига советские войска потеряли 10 000 солдат, 80 танков и 800 орудий, в том числе погиб генерал-майор С. У. Рахимов.
Потери вермата составили 22 000 солдат (3 000 сдались в плен), 195 танков и 450 орудий, в том числе был убит командующий 4-й танковой дивизией генерал-лейтенант Клеменс Бетцель.
Частью высвободившихся войск 2-го Белорусского фронта был усилен 1-й Белорусский фронт, развёрнутый на Берлин.